# Branko Jovičić
Branko Jovičić (in serbo Бранко Јовичић?; Raška, 18 marzo 1993) è un calciatore serbo, centrocampista del TSC Bačka Topola.

## Caratteristiche tecniche
È un mediano.

## Carriera

### Club
È cresciuto nelle giovanili del Borac Čačak, ha esordito in prima squadra il 18 agosto 2012 in un match vinto 1-0 contro il Metalac.

## Statistiche

### Presenze e reti nei club
Statistiche aggiornate al 6 gennaio 2017.
| Stagione           | Squadra            | Campionato         | Campionato | Campionato | Coppe nazionali | Coppe nazionali | Coppe nazionali | Coppe continentali | Coppe continentali | Coppe continentali | Altre coppe | Altre coppe | Altre coppe | Totale | Totale | Totale |
| Stagione           | Squadra            | Comp               | Pres       | Reti       | Comp            | Pres            | Reti            | Comp               | Pres               | Reti               | Comp        | Pres        | Reti        | Pres   | Reti   |        |
| ------------------ | ------------------ | ------------------ | ---------- | ---------- | --------------- | --------------- | --------------- | ------------------ | ------------------ | ------------------ | ----------- | ----------- | ----------- | ------ | ------ | ------ |
| 2012-2013          | Borac Čačak        | 2L                 | 24         | 0          | KS              | 3               | 0               |                    | -                  | -                  |             | -           | -           | 27     | 0      |        |
| 2013-2014          | Borac Čačak        | 2L                 | 23         | 0          | KS              | 2               | 0               |                    | -                  | -                  |             | -           | -           | 25     | 0      |        |
| Totale Borac Čačak | Totale Borac Čačak | Totale Borac Čačak | 47         | 0          |                 | 5               | 0               |                    | -                  | -                  |             | -           | -           | 52     | 0      |        |
| 2014-2015          | Amkar Perm'        | PL                 | 21         | 1          | CR              | 1               | 0               |                    | -                  | -                  |             | -           | -           | 22     | 1      |        |
| 2015-2016          | Amkar Perm'        | PL                 | 16         | 0          | CR              | 2               | 1               |                    | -                  | -                  |             | -           | -           | 18     | 1      |        |
| 2016-2017          | Amkar Perm'        | PL                 | 21         | 3          | CR              | 2               | 0               |                    | -                  | -                  |             | -           | -           | 23     | 3      |        |
| Totale Amkar Perm' | Totale Amkar Perm' | Totale Amkar Perm' | 58         | 4          |                 | 5               | 0               |                    | -                  | -                  |             | -           | -           | 63     | 4      |        |
| 2017-2018          | Stella Rossa       | SL                 | 16         | 1          | KS              | 1               | 0               | UEL                | 5                  | 0                  |             | -           | -           | 22     | 1      |        |
| 2018-2019          | Stella Rossa       | SL                 | 24         | 1          | KS              | 4               | 0               | UCL                | 4                  | 0                  |             | -           | -           | 32     | 1      |        |
| 2019-2020          | Stella Rossa       | SL                 | 4          | 1          | KS              | 0               | 0               | UCL                | 3                  | 0                  |             | -           | -           | 7      | 0      |        |
| Totale carriera    | Totale carriera    | Totale carriera    | ?          |            |                 |                 |                 |                    |                    |                    |             | -           | -           |        |        |        |

### Cronologia presenze e reti in nazionale
| Cronologia completa delle presenze e delle reti in nazionale ― Serbia | Cronologia completa delle presenze e delle reti in nazionale ― Serbia | Cronologia completa delle presenze e delle reti in nazionale ― Serbia | Cronologia completa delle presenze e delle reti in nazionale ― Serbia | Cronologia completa delle presenze e delle reti in nazionale ― Serbia | Cronologia completa delle presenze e delle reti in nazionale ― Serbia | Cronologia completa delle presenze e delle reti in nazionale ― Serbia | Cronologia completa delle presenze e delle reti in nazionale ― Serbia |
| Data                                                                  | Città                                                                 | In casa                                                               | Risultato                                                             | Ospiti                                                                | Competizione                                                          | Reti                                                                  | Note                                                                  |
| --------------------------------------------------------------------- | --------------------------------------------------------------------- | --------------------------------------------------------------------- | --------------------------------------------------------------------- | --------------------------------------------------------------------- | --------------------------------------------------------------------- | --------------------------------------------------------------------- | --------------------------------------------------------------------- |
| 11-10-2018                                                            | Podgorica                                                             | Montenegro                                                            | 0 – 2                                                                 | Serbia                                                                | UEFA Nations League 2018-2019 - 1º turno                              | -                                                                     | 72’                                                                   |
| 20-3-2019                                                             | Wolfsburg                                                             | Germania                                                              | 1 – 1                                                                 | Serbia                                                                | Amichevole                                                            | -                                                                     | 88’                                                                   |
| Totale                                                                |                                                                       | Presenze                                                              | 2                                                                     |                                                                       | Reti                                                                  | 0                                                                     |                                                                       |

## Palmarès

### Club

#### Competizioni nazionali
- Campionato serbo: 3

Stella Rossa: 2017-2018, 2018-2019, 2019-2020